# Gottenheim
Gottenheim – miejscowość i gmina w Niemczech, w kraju związkowym Badenia-Wirtembergia, w rejencji Fryburg, w regionie Südlicher Oberrhein, w powiecie Breisgau-Hochschwarzwald, wchodzi w skład związku gmin Kaiserstuhl-Tuniberg. Leży ok. 11 km na północny zachód od centrum Fryburga Bryzgowijskiego.